# Bogumił Reszke
Bogumił Reszke (ur. 23 września 1877 w Koninie, zm. 5 maja 1944 w Wilnie) – polski muzyk i dyrygent, oficer.

## Życiorys
Syn Wilhelma Reszkego, dyrygenta orkiestr wojskowych oraz Marii z d. Pietrkiewicz. Naukę muzyki zaczął w wieku 7 lat w Warszawie, gdzie jego rodzice mieszkali na stałe. Od 1888 do 1892 roku był uczniem warszawskiej Szkoły Realnej. W 1897 roku wyjechał do Moskwy, gdzie początkowo występował jako skrzypek i kornecista w orkiestrze kupca N.S. Perłowa, następnie podjął naukę gry na trąbce w klasie Teodora Richtera w Konserwatorium Moskiewskim. Studia ukończył w 1903 roku ze srebrnym medalem. W sezonie 1898/1899 został przyjęty jako trębacz do orkiestry Cesarskiego Towarzystwa Muzycznego. Od 1899 do 1902 roku był kapelmistrzem orkiestry Państwowej Kolei Północnej. W 1899 roku został także wybrany dyrektorem zarządu oraz dyrygentem chóru i orkiestry Towarzystwa Rozpowszechniania Muzyki Ludowej w Moskwie. W latach 1903–1922 był kornecistą w orkiestrze moskiewskiego Teatru Bolszoj. W latach 1903–1904 odbył służbę wojskową w grenadierskim pułku piechoty. Od 1904 roku prowadził w Moskwie prywatne kursy śpiewu chóralnego i gry orkiestrowej. Od 1906 roku organizował prywatne klasy dla chórmistrzów i kapelmistrzów, a od 1909 roku prowadził prowadził własną szkołę muzyczną, w której nauczano przedmiotów teoretycznych, śpiewu i gry na instrumentach. W latach 1909–1918 prowadził orkiestrę i chór w Łazarewskim Instytucie i w 3 żeńskiej szkole miejskiej. Od 1910 do 1911 roku uczył śpiewu w szkole realnej im. Aleksandrowa. W 1909 roku założył wydawnictwo muzyczne, w latach 1912–1913 redagował i wydawał czasopismo „Swirel Pana”.
Podczas I wojny światowej walczył w armii rosyjskiej, w grudniu 1914 roku został ranny w bitwie nad rzeką Rawką. Po rekonwalescencji został skierowany do służby pozafrontowej w Homlu i Piotrogrodzie. W 1917 roku przeszedł do rezerwy, niedługo potem został aresztowany przez nowe władze radzieckie i osadzony w więzieniu na Łubiance. Po zwolnieniu wyjechał w 1922 roku do Polski. Początkowo przebywał w Warszawie, następnie w 1923 roku objął funkcję kapelmistrza 6 Pułku Piechoty Legionów w Wilnie. Został przyjęty do Wojska Polskiego i zweryfikowany w stopniu podporucznika rezerwy. Służył w 69 Pułku Piechoty oraz 85 Pułku Strzelców Wileńskich. W 1926 roku został mianowany kapitanem służby czynnej w korpusie oficerów administracyjnych. Z dniem 30 kwietnia 1935 roku został przeniesiony w stan spoczynku.
Od 1923 roku był nauczycielem w klasie instrumentów dętych blaszanych w Konserwatorium Muzycznego w Wilnie. Od 1930 do 1940 roku prowadził także orkiestrę dętą w wileńskim Gimnazjum oo. Jezuitów. Prowadził także działalność edytorską, wydając nuty. Był członkiem jury konkursów orkiestrowych i chóralnych. Był członkiem Rady Dyrektorów Rady Towarzystwa Mandolinistów „Kaskada” w Wilnie, a w latach 1935–1937 także konsultantem jej orkiestry. Opracował 5-letni program szkolenia elewów orkiestr Wojska Polskiego. Po wybuchu II wojny światowej popadł w kłopoty materialne, na skutek czego w 1940 roku wrócił do pracy w Konserwatorium Wileńskim, z którego został usunięty po zajęciu Wilna przez Niemców w 1941 roku. W 1943 roku otrzymał posadę skrzypka w wileńskim teatrze kukiełkowym „Vaidilla”. Został pochowany na wileńskim cmentarzu Bernardyńskim.
Był znawcą instrumentów dętych blaszanych, dokonał orkiestracji licznych utworów na orkiestrę dętą. Opublikował m.in. Tablice skali brzmienia i notacji 90-ciu instrumentów orkiestrowych, Tablice palcowania na instrumenty dęte, 100 ćwiczeń dwugłosowych dla początkujących orkiestrantów. Wydawał też w formie zeszytowej Gamy i arpeggia. Był żonaty najpierw z Walerią z d. Kuczuk, absolwentką Konserwatorium Moskiewskiego, a po rozstaniu się z nią w trakcie I wojny światowej poślubił śpiewaczkę Wierę Jermołajewą. Jego synem był dyrygent i kompozytor Radomir Reszke.